# Benești (okręg Dolj)
Benești – wieś w Rumunii, w okręgu Dolj, w gminie Drăgotești. W 2011 roku liczyła 356 mieszkańców.